# Gunnar Angervall
Olof Gunnar Angervall, född 15 maj 1917 i Göteborg, död 15 september 1984 i Vrigstads församling, Jönköpings län, var en svensk läkare och docent. Han var brorson till Olof Angervall och bror till Bertil Angervall och Lennart Angervall.
Gunnar Angervall var son till köpmannen Carl Emil Johansson och Anna Karlsdotter. Efter studentexamen i Göteborg 1936 bedrev han universitetsstudier i Stockholm där han blev medicine kandidat 1938 och medicine licentiat 1945. Han var underläkare vid medicinska avdelningen på Garnisonssjukhuset i Boden 1945–1947, medicinkliniken på Örebro lasarett 1947–1949, medicinkliniken på Sahlgrenska sjukhuset 1949–1959, klin kem institutionen på Göteborgs universitet 1954–1955 och biträdande överläkare medicinska kliniken 3 på Sahlgrenska sjukhuset från 1959. Han författade skrifter i medicinsk och klinisk kemi samt disputerade på doktorsavhandlingen On the Fat Tolerance Test i Göteborg 1964.
År 1944 gifte han sig med Ingrid Lundberg (1920–1993), dotter till godsägaren  på Lundholmen C-G Lundberg och Märtha Sjöbring, samt fick barnen Ann-Charlott 1946, Lena 1948, Carl-Gustaf 1951, Gunilla 1953 och Johan 1965. Ingrid Angervall var sondotter till grosshandlare J.P. Carlsson och syster Birgitta Nordstrand som var gift med advokaten Gunnar Nordstrand.